# Bettina Eberspächer

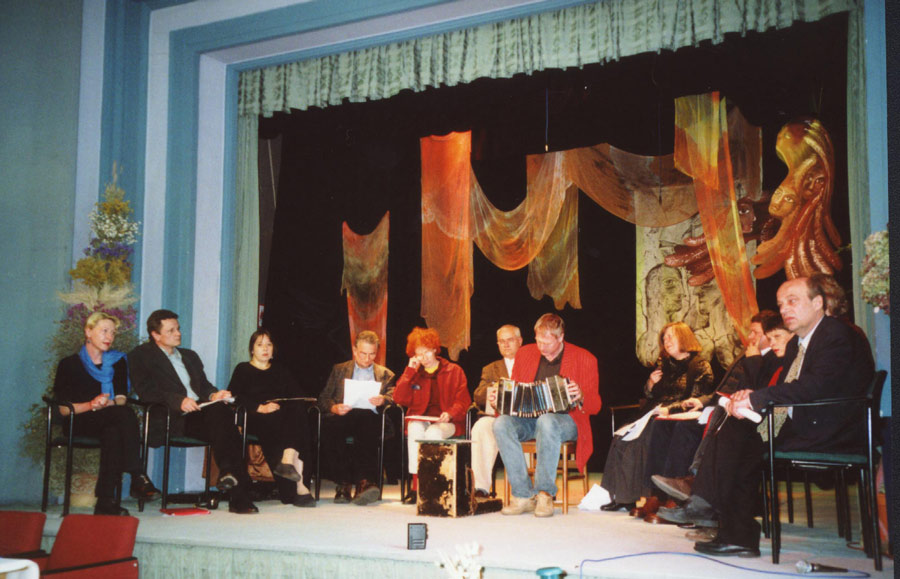
Bettina Eberspächer, 3.v.l., Lesung der Orpheus-Gruppe in Zgorzelec

Bettina Eberspächer, Geburtsname Wöhrmann (* 1957 in Göttingen) ist eine deutsche Slawistin, literarische Übersetzerin und Lyrikerin.

## Leben und Wirken
Bettina Eberspächer legte das Abitur in Tübingen ab und studierte zuerst Germanistik und Slawistik an der Universität Tübingen. Mit dem Stipendium des Deutschen Akademischen Austauschdienstes (DAAD) studierte sie 1978–1979 Slawistik an der Universität Warschau. Danach studierte sie an der Universität Heidelberg, schloss 1981 das Studium mit der Magisterarbeit Der Einfluß der Philosophie Nietzsches auf die Lyrik Leopold Staffs ab und wurde 1986 mit der Dissertation über Realität und Transzendenz. Marina Zwetajewas poetische Synthese zur Doktorin promoviert.
Seit 1989 ist sie als Übersetzerin aus dem  Polnischen, Russischen und Bosnischen tätig. 1995 wurde sie Mitglied des Literaturvereins Räuber ’77 e.V. in Heidelberg. Sie gehört der Orpheus-Autorengruppe an und war Teilnehmerin am deutsch-polnischen Poetendampfer.

## Schriften (Auswahl)

### Bücher
als Bettina Wöhrmann
- Doppelgesicht. Gedichte. Oberbaum Verlag, Chemnitz 1995, ISBN 3-926409-64-9.
- Grenzland. Gedichte. Oberbaum Verlag, Berlin 2000, ISBN 3-928254-84-7.
- Mitlesebuch. Mythos des Unsichtbaren. Band 55, Aphaia-Verlag, Berlin 2001[2].
- Weiss / Biel. (Gedichte zweisprachig dt. / poln.). Übersetzung aus dem Deutschen Marek Śnieciński. TIKKUN / tchu, Warszawa 2014, ISBN 978-83-85683-56-8.
- Mit den Augen von Morgen. Armenische Lyrik der Gegenwart. Anthologie, herausgegeben von Bettina Wöhrmann. Pop Verlag Ludwigsburg 2021, ISBN 978-3-86356-342-4.

als Bettina Eberspächer
- Realität und Transzendenz. Marina Cvetaevas poetische Synthese. Verlag Otto Sagner, München 1987, ISBN 3-87690-383-1.
- Mitwirkung: Nach den Gewittern. Ein deutsch-polnisches Lesebuch. Steidl Verlag, Göttingen 1995, ISBN 3-88243-380-9.
- mit Anna Sochrina: Meine Emigration. Erinnerungen.[3] Oberbaum Verlag, Berlin 2003, ISBN 3-933314-82-8.

### Übersetzungen
- 1992: Iwona Mickiewicz: Puppenmuseum. Gedichte. polnisch / deutsch, ISBN 3-926409-95-9.
- 1994: Henryka Całkowa: Polen. Viele aktuelle Tipps, Hotels, Restaurants, ISBN 3-87504-542-4.
- 1995: Marina Zwetajewa: Auf rotem Ross. Poem. Gedichte und Briefe an Jewgenij Lann, W. W. Rosanco, Gronskij und Rodsewitsch. ISBN 3-926409-62-2.
- 1996: Marina Zwetajewa: Briefe an Steiger, ISBN 3-928254-51-0.
- 1996: Marina Zwetajewa: Briefe an Ariadna Berg, ISBN 3-928254-25-1.
- 1997: Aleksander Kulisiewicz: Adresse: Sachsenhausen. Literarische Momentaufnahmen aus dem KZ. Bleicher, Gerlingen, ISBN 3-88350-731-8.
- 1997: mit Kay Borowsky → Anna Achmatowa: Poem ohne Held[4], ISBN 3-926409-40-1.
- 1997: Marina Zwetajewa: Briefe an die Tochter. Tagebücher, Briefe, Gedichte, ISBN 3-928254-69-3.
- 1997: Marina Zwetajewa: Theaterstücke: Herzbube. Der Schneesturm. Der Steinerne Engel. Oberbaum Verlag, ISBN 3-928254-66-9.
- 1997: mit Karl Dedecius → Urszula Małgorzata Benka: Die Bestie und die Seele. Gedichte und Prosastücke. Gerhard Wolf Janus Press, Berlin 1997, ISBN 3-928942-43-3.
- 1998: Magdalena Tulli: Träume und Steine, ISBN 3-928254-81-2.
- 1999: Maria Nurowska: Wie ein Baum ohne Schatten, ISBN 3-596-14877-4.
- 2000: Anna Janko: Du bist Der. Gedichte, ISBN 3-933314-31-3.
- 2002: Maria Nurowska: Tango für drei, ISBN 3-596-14879-0.
- 2002: Murat Baltić: Des Tages letzte Stunde. Gedichte. ISBN 978-3-933314-48-2.
- 2007: Marek Śnieciński: Andere Obsessionen, ISBN 978-3-86660-040-9.
- 2014: Sinaida Hippius: Petersburger Tagebücher 1914–1919. Aus dem Russischen von Bettina Eberspächer und Helmut Ettinger. Bearbeitet, mit Anmerkungen, Namensregister und einem Nachwort versehen von Christa Ebert. Die Andere Bibliothek, Berlin 2014, ISBN 978-3-8477-0358-7.
- 2018: Slavomir Gvozdenović: Wir kehrten verwundet zurück in die Welt (= Orpheus Reihe, Band 6). Gedichte. Mit 18 Grafiken von Piotr Patryk Lewkowicz. Übersetzungen aus dem Rumänischen von Johann Lippet und aus dem Serbischen von Bettina Wöhrmann und Peter Gehrisch. Pop Verlag, Ludwigsburg 2018, ISBN 978-3-86356-227-4.

### Publikationen
als Bettina Wöhrmann
- Fluchtbilder (Prosa). Thema Vertreibung. In:  Ostragehege Heft 60, Dresden.
- Der Dichter als Zeichendeuter. Gespräch mit Adam Zagajewski. In: Ostragehege Heft 62, Dresden.
- Der Granatapfelkern Persephones (Essay). Maria Zwetajewa zum 70. Todestag. In: Ostragehege Heft 64, Dresden 2011.
- Kann das Kino die Welt verändern oder von der Wahrhaftigkeit der Bilder. Gespräch mit Andrzej Wajda. In: Ostragehege Heft 65, Dresden 2012.
- Rezension zum Buch von Rikica-Radmila Šlozberg. „Sechs Millionen“ – ein Plädoyer für innere Freiheit und Menschenwürde. In: Ostragehege Heft 65, Dresden 2012. → „Auf dich wartet noch das Leben …“ Erinnerungen aus Theresienstadt, Freiberg und Mauthausen, ISBN 978-3-938275-66-5.
- Rezension zur Übersetzung Peter Gehrischs: Cyprian Kamil Norwid. Über die Freiheit des Wortes. Gedichte und Poem. In: Ostragehege Heft 67, Dresden 2012.
- Das Wort, es ist Feuer – Schweigen ist Lava. Rezension zu Cyprian Kamil Norwid und Peter Gehrisch (Hrsg.). In: Ostragehege Heft 67, Dresden 2012.

als Bettina Eberspächer
- Von der irdischen Liebe und ihrer Sprache. Rezension zu Ingeborg Horn. In: Ostragehege Heft 53, Dresden.
- Von der Unübersichtbarkeit der Welt. Gespräch mit Stefan Chwin. In: Ostragehege Heft 56, Dresden.
- Die Rückkehr der Kraniche (Gedicht). In: Ostragehege Heft 66, Dresden 2012.
- Die Abenteuer des freien Gedankes. Rezension zu Peter Gehrisch (Hrsg.). In: Ostragehege Heft 66, Dresden 2012.
- Die Spiralen von Angst und Gewalt – die Geschichte einer jungen Guatemaltekin. Rezension zu Andreas Böhm. In: Ostragehege Heft 66, Dresden 2012.

## Preise
- Übersetzerpreis des Armenischen Schriftstellerverbandes 2021[5]
- Ehrenmitglied des Armenischen Schriftstellerverbandes (seit 2021)